# Altenburg (Németország)
Altenburg település Németországban, azon belül Türingiában. Lakosainak száma 31 580 fő (2023. december 31.).

## Fekvése
Lipcsétől délre, Chemnitztől északnyugatra fekvő település.

## Nevének eredete
Nevét Altenburg nevű régi váráról kapta.

## Története
A település helyén levő dombon a korai századokban szláv erődítmény állt, északi végében Podfeodici (Pauritz) településsel. 850-900 között már az előretörő német törzsek kezébe került, akik Altenburgnak (Öreg vár) nevezték el és erős védőbástyájukká tették. Az ezredforduló idején a várat megnagyobbították, királyi rezidencia lett, majd 1100 után a von Altenburg család hűbére lett. A legrégebbi városmag tőle nyugatra jött létre. A település közlekedési szempontból is igen kedvező helyen feküdt, több út kereszteződésében, ami az itt kialakuló vásári település szempontjából igen kedvező volt. Altenburgot fallal vették körül, ezáltal erős határerődítménnyé vált. Később Pauritzot is hozzácsatolták és 1205-ben városjogot kapott.
A 13. században Altenburg Pleisse tartomány központja volt, majd 1328-ban ennek szétesése után hosszú időre a Wettiniek kezére került.
1455-ben innen rabolta el Kunz von Kaufungen lovag, várkapitány Jámbor Frigyes választófejedelem két gyermekét, amiért az életével fizetett. Altenbergnek egyébként a választófejedelmek korában nem volt jelentősége.
1603-tól 1627-ig átmenetileg önálló hercegség volt, majd 1826-tól Sachen-Altenburg (szász-Altenburg) hercegség fővárosa lett. Az 1800-as években gazdasága fellendült a környéken folytatott szénbányászat hatására. Ipara is igen jelentőssé vált.

## Nevezetességek

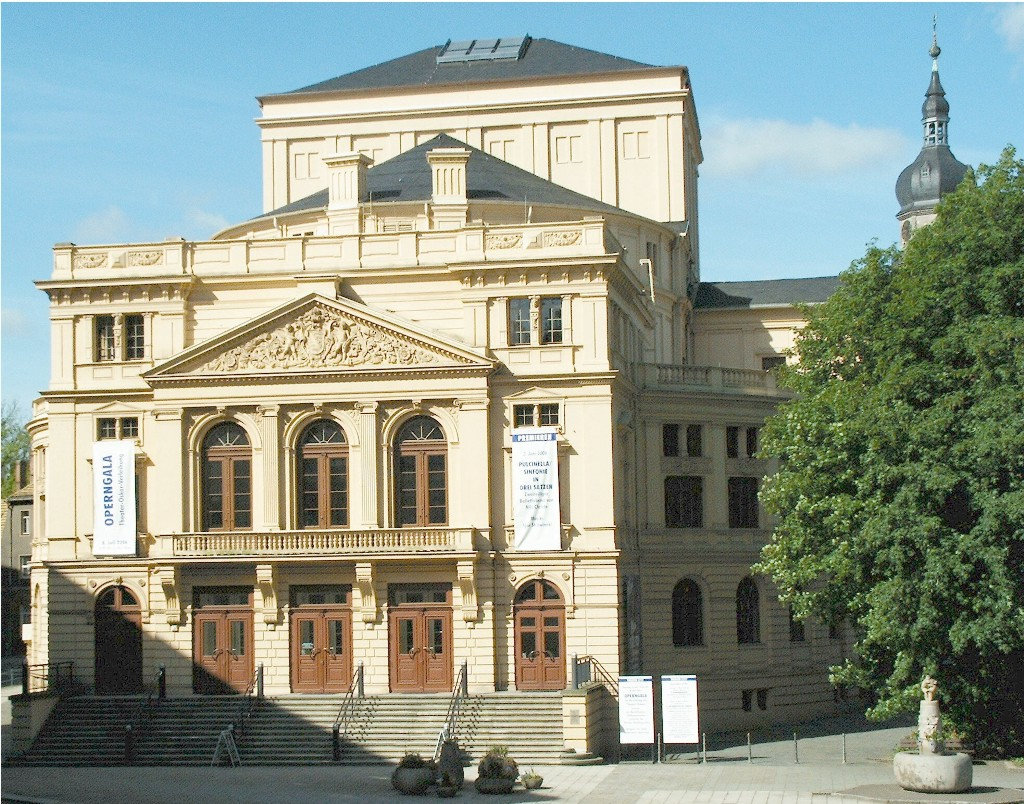
A színház

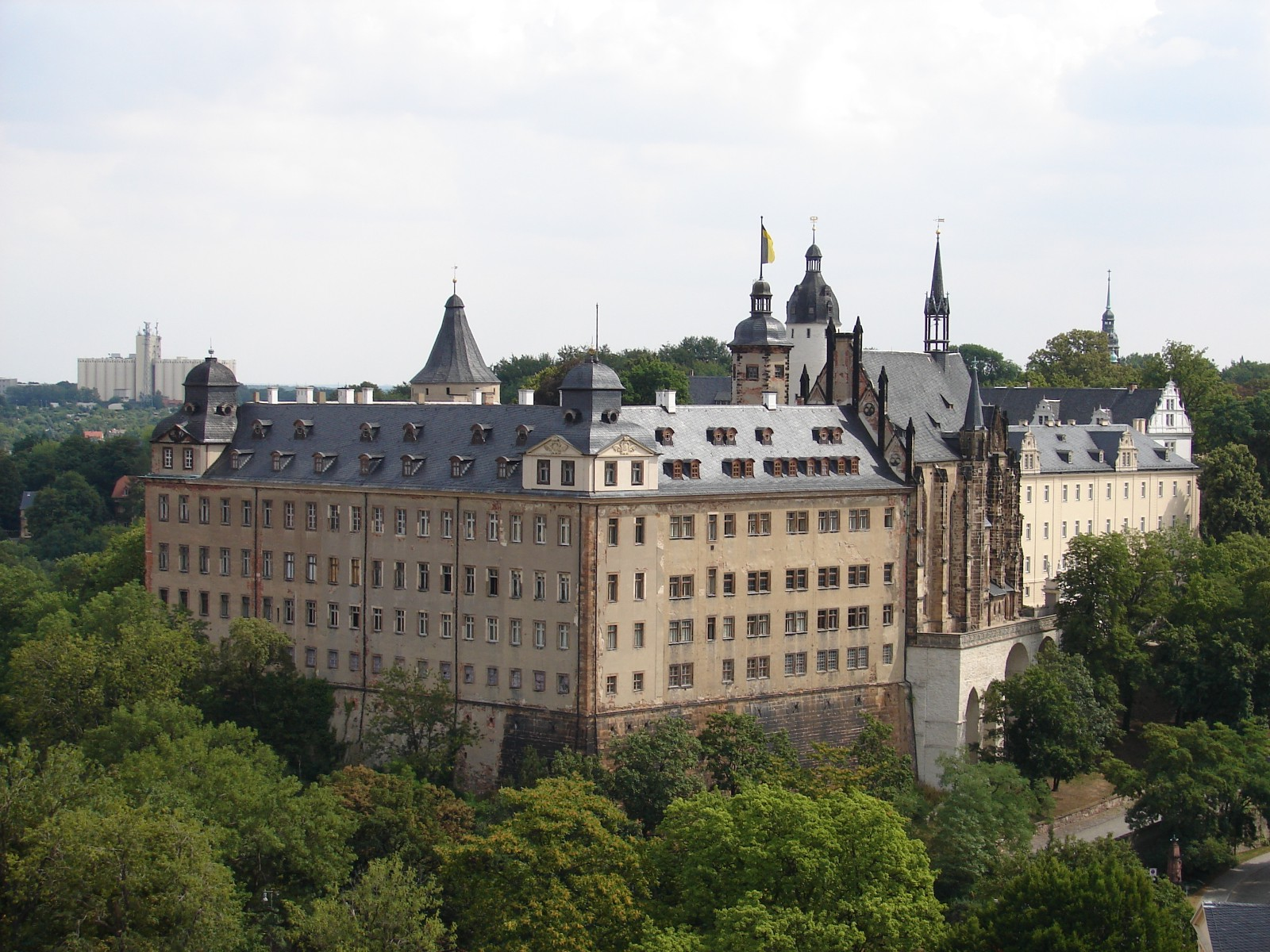
A kastély

- A színház
- A játékkártya-múzeum a kastélyban
- A Lindenau-múzeum
- A tanácsház
- templomok
- A szigeti állatkert

## Galéria

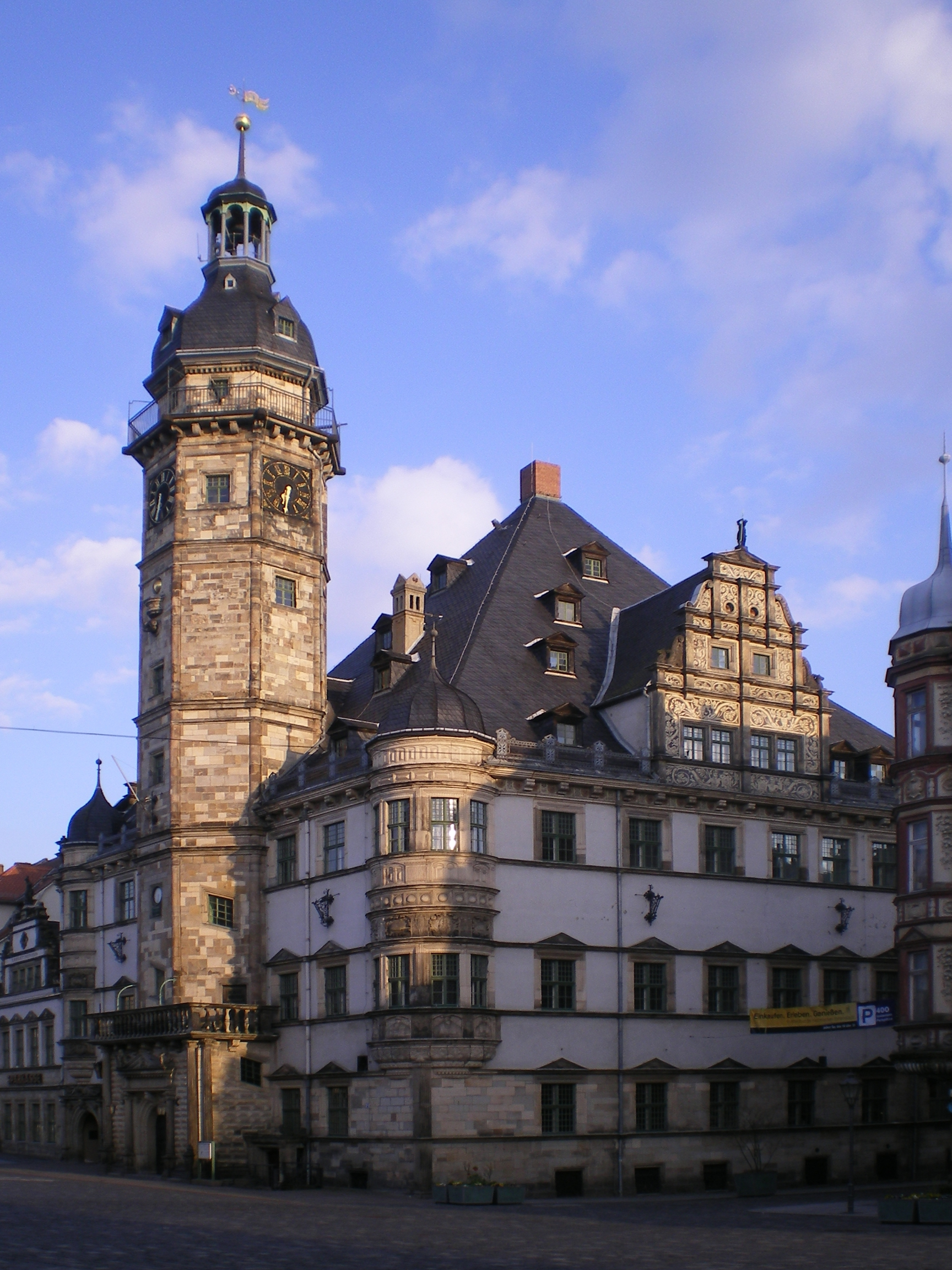
Rathaus
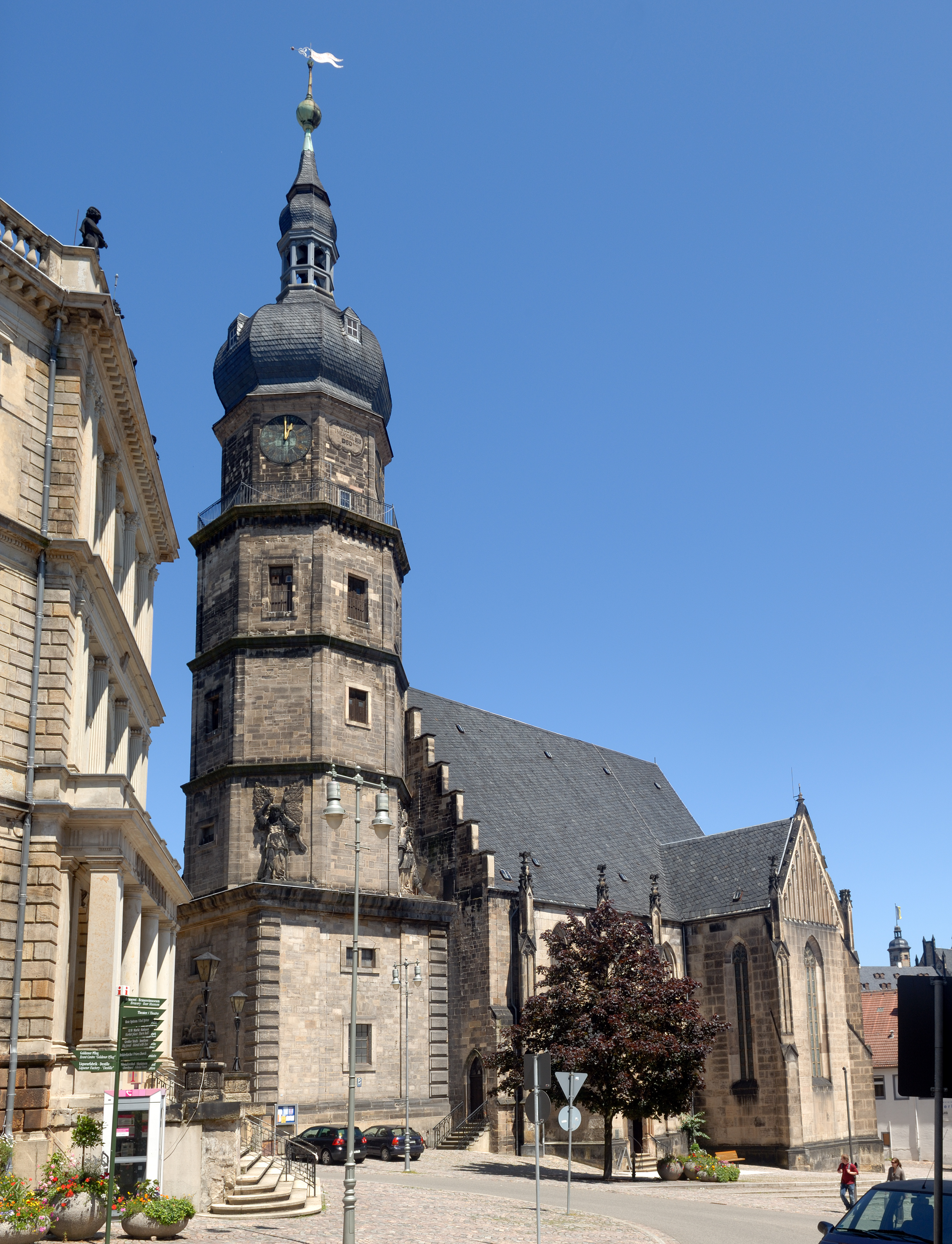
St. Bartholomäikirche
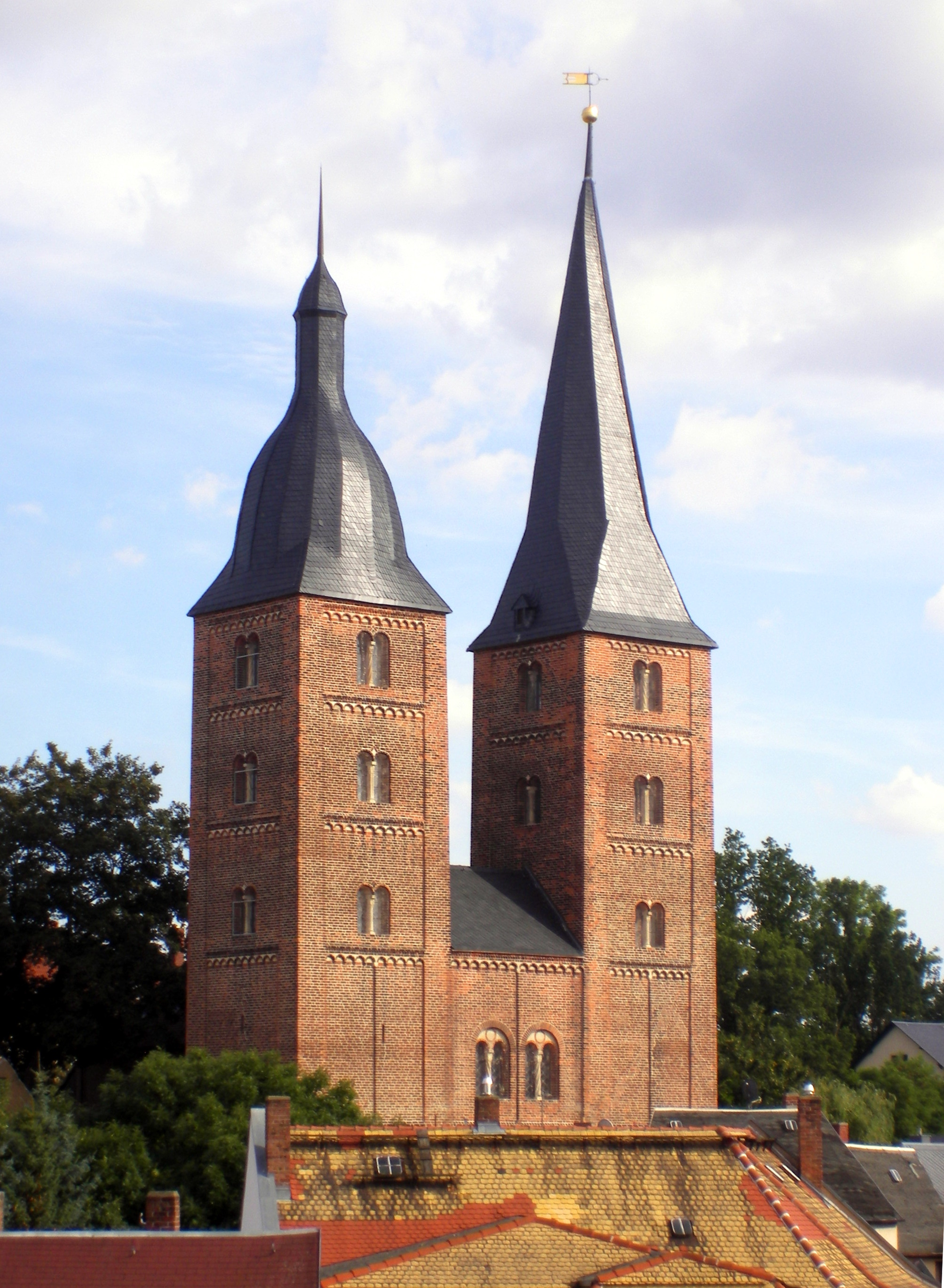
„Rote Spitzen“, die Backsteintürme des Chorherrenstiftes
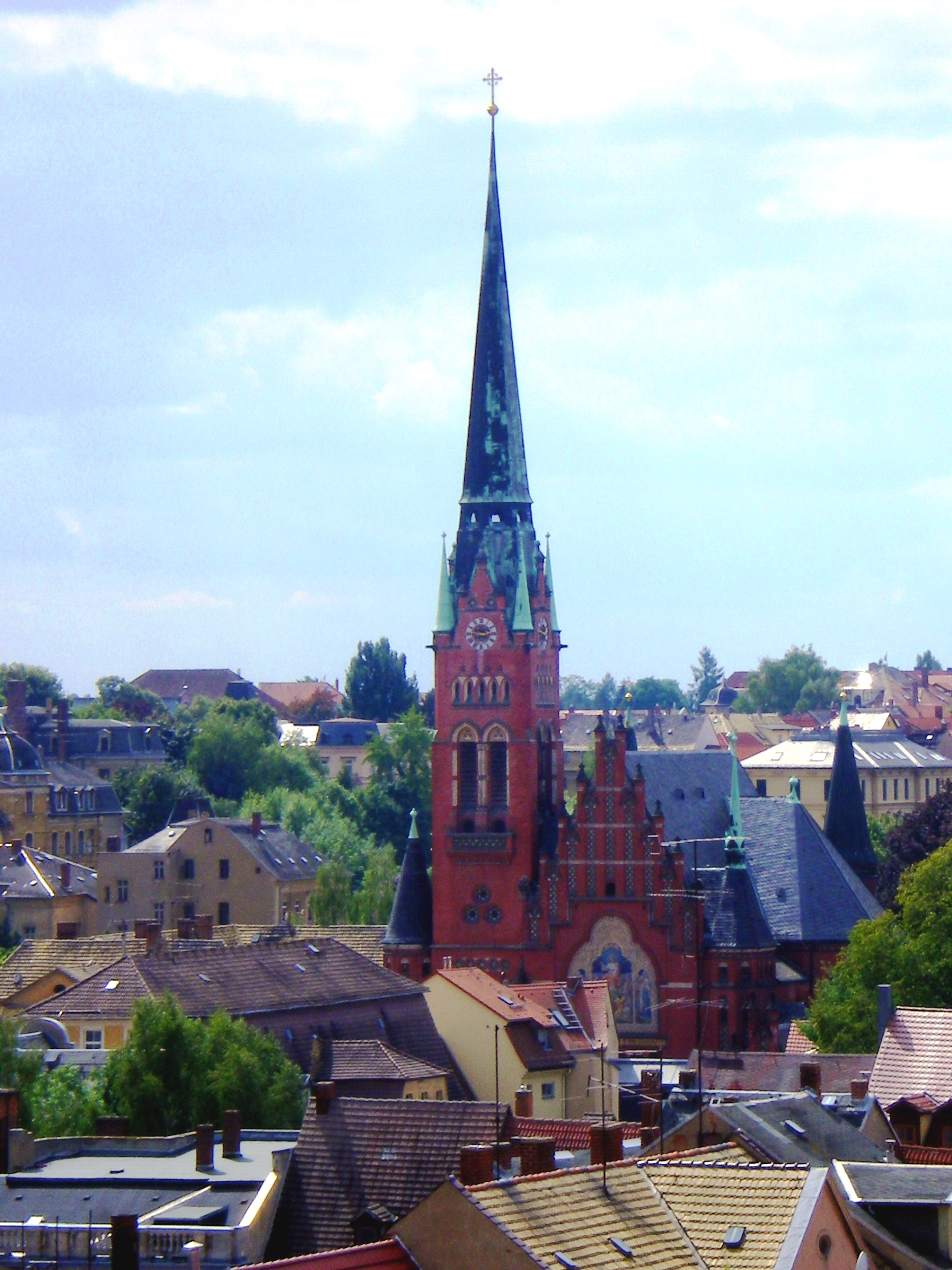
Brüderkirche
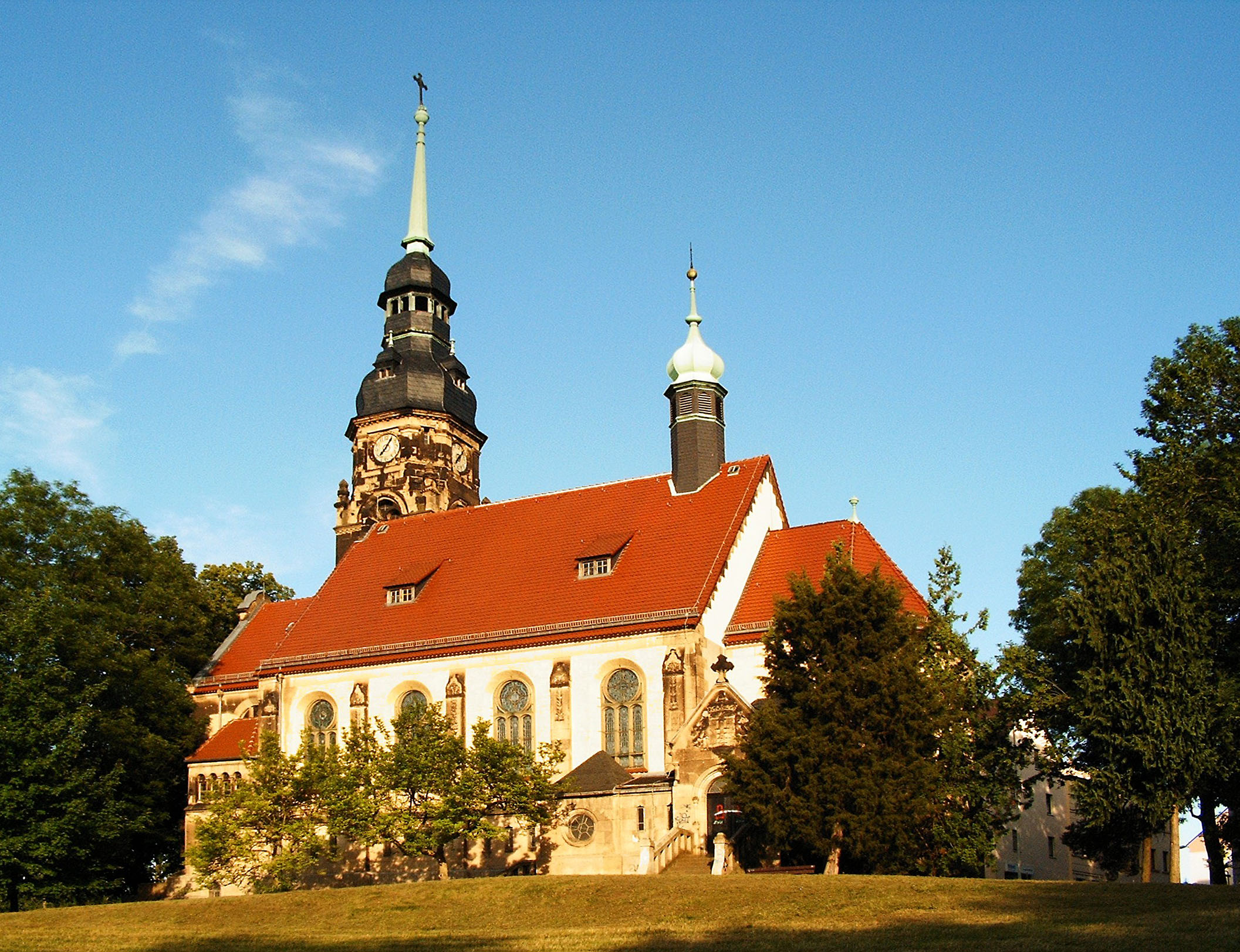
Herzogin-Agnes-Gedächtniskirche
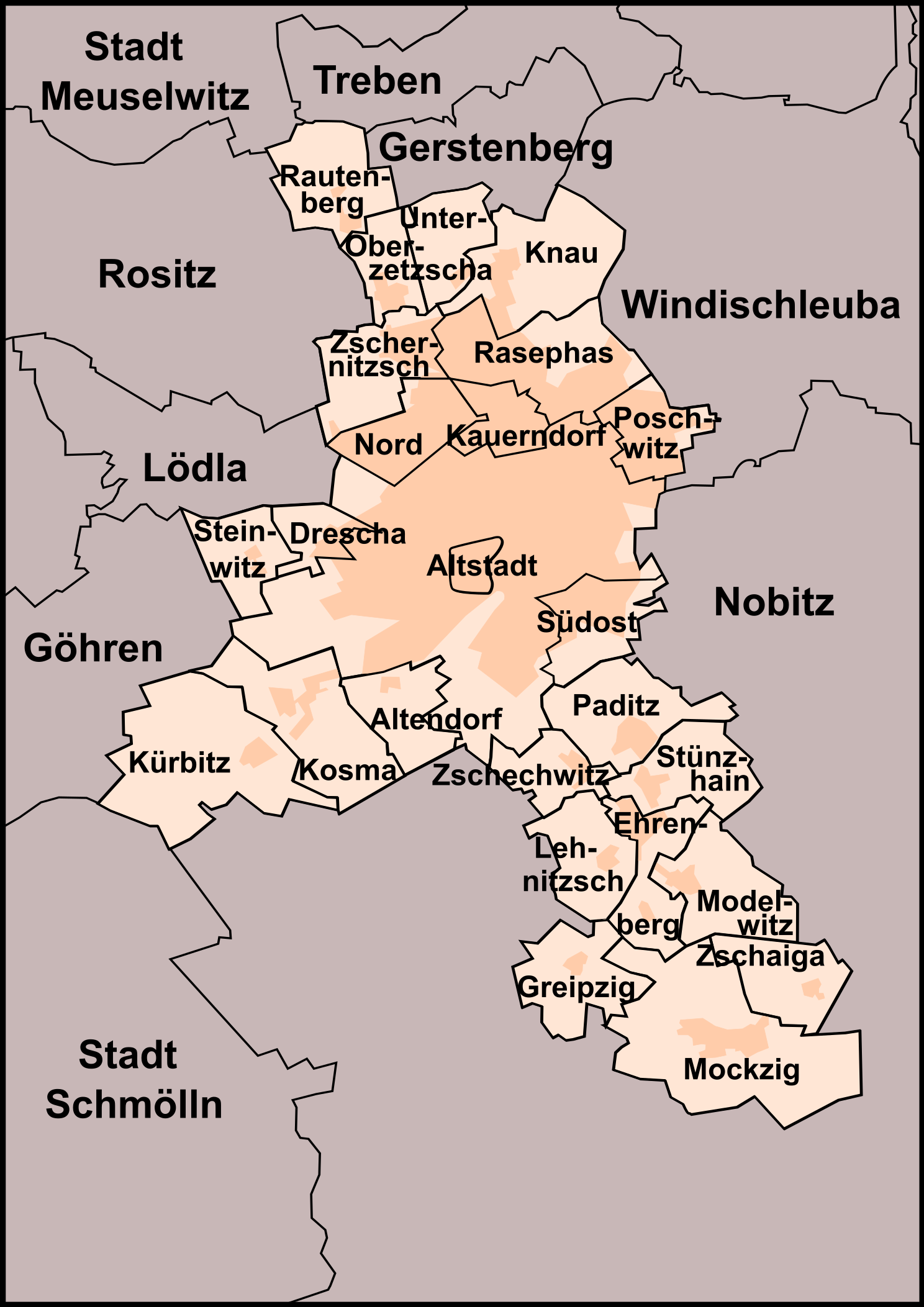
A városrészek

## Városrészek
- Altenburg
  - Óváros (Altstadt)
  - Drescha
  - Kauerndorf
  - Lerchenberg
  - Nord
  - Poschwitz
  - Rasephas
  - Südost
  - Vorstädte
  - Zschernitzsch
- Steinwitz
- Ehrenberg
  - Ehrenberg
  - Greipzig
  - Lehnitzsch
  - Mockzig és Prisselberg
  - Modelwitz
  - Paditz
  - Stünzhain
  - Zschaiga
  - Zschechwitz
- Kosma
  - Altendorf
  - Kosma
  - Kürbitz
- Zetzscha
  - Knau
  - Oberzetzscha
  - Rautenberg
  - Unterzetzscha

## Népesség
A település népességének változása:
| Lakosok száma | 32 910 | 32 374 | 32 074 | 32 074 | 30 670 | 31 315 | 31 580 |
|               | 2015   | 2017   | 2018   | 2019   | 2021   | 2022   | 2023   |